# Manerebia nevadensis
Manerebia nevadensis är en fjärilsart som beskrevs av Krüger 1924. Manerebia nevadensis ingår i släktet Manerebia och familjen praktfjärilar. Inga underarter finns listade i Catalogue of Life.